# Tarso Dutra
Paulo de Tarso de Morais Dutra (Porto Alegre, 15 de maio de 1914 — Porto Alegre, 5 de maio de 1983) foi um advogado e político brasileiro, filho do médico Vicente de Paula Dutra e de Tarcila Morais Dutra.
Fez seus estudos secundários no Ginásio Santa Maria, em Santa Maria (RS), bacharelando-se mais tarde em ciências jurídicas e sociais pela Faculdade de Direito do Rio Grande do Sul. Em 1946 foi eleito deputado estadual pelo PSD para a 37ª Legislatura da Assembleia Legislativa do Rio Grande do Sul, logo depois seguido da eleição para deputado federal em outubro de 1950 pelo PSD, cargo pelo qual foi reeleito por quatro vezes (1954, 1958, 1962 e 1966).
No início do mandato parlamentar como deputado estadual com mais 2 colegas, em 1947, consegue incluir na Constituição do Rio Grande do Sul a anexação das faculdades de Direito e Odontologia de Pelotas, assim como a de Farmácia de Santa Maria, à Universidade de Porto Alegre.
Na condição de deputado federal em 1954, teve reconhecida sua colaboração para a criação do que viria a ser a Faculdade de Filosofia, Ciências e Letras Imaculada Conceição - FIC, através de decreto publicado no ano seguinte. No último ano de mandato do presidente Juscelino Kubitscheck, do PSD, e com seu apoio, participou em 1960 de articulação legislativa reservada com o senador gaúcho Daniel Krieger, da UDN, para conseguir incluir emenda de criação da Universidade Federal de Santa Maria, embutida no projeto de lei que foi a voto e criava a Universidade Federal de Goiás. Recebe homenagens pela instalação da UFSM em 1961 e em 1968, já ministro, ambas ao lado de José Mariano da Rocha Filho, considerado o idealizador histórico da instituição.
Ministro da Educação de 15 de março de 1967 a 30 de outubro de 1969 durante os governos Costa e Silva e da Junta Militar de 1969. Na sua gestão implementou o Mobral e os acordos MEC-Usaid, quando ocorreram diversos confrontos entre estudantes em protesto ao regime e as forças policiais, entre elas a invasão do Calabouço em 28 de março com a morte do estudante carioca Edson Luís, a Sexta-feira sangrenta, a Passeata dos Cem Mil (um dia após um discurso proferido na televisão em 25 de junho no qual anunciou reformas na estrutura do MEC), o fechamento da UFMG no dia 30 e a invasão da UnB em agosto pela polícia de Brasília. Foi um dos encarregados em revisar o texto do Ato Institucional Número Cinco Em junho de 1969, aprovou um plano de aplicação de recursos na área do Patrimônio Histórico Nacional, visando proporcionar financiamento para projetos relacionados com pesquisas e proteção de sítios arqueológicos em diversos pontos do território nacional.
Teve participação decisiva na elaboração do texto final do Decreto-Lei nº 938, que regulamentou a Fisioterapia e a Terapia Ocupacional no Brasil como profissões liberais de ensino superior na área da saúde. No debate interno entre os ministros do presidente Costa e Silva, sua proposição superou a do ministro da Saúde, Leonel MIranda, e foi promulgada pela Junta Militar em 13/10/1969.
Eleito senador em 1970 pela ARENA. A 26 de fevereiro de 1971, foi agraciado com o grau de Grã-Cruz da Ordem da Instrução Pública, de Portugal. Foi agraciado com o título de doutor honoris causa pela Universidade Federal de Pelotas em 1976. Foi senador biônico em 1978 por conta do Pacote de Abril do presidente Ernesto Geisel.
Casado com Maria Leontina Degrazia Dutra, com quem teve dois filhos, faleceu em 1983 em pleno exercício do cargo no Senado Federal e foi substituído pelo suplente Otávio Cardoso, do PDS, ex-deputado federal pelo Rio Grande do Sul pela ARENA.